# Calle de Daoiz
La calle de Daoiz es una vía pública de la ciudad española de Segovia.

## Descripción
La vía discurre desde la plaza de la Merced hasta la calle de Velarde. Aunque fue «Canonjía Nueva», con el título actual honra al militar Luis Daoiz y Torres, muerto en el levantamiento del 2 de mayo en Madrid y que hizo su carrera  militar en el colegio del alcázar. Aparece descrita en Las calles de Segovia (1918) de Mariano Sáez y Romero con las siguientes palabras:

Daoiz.—Comienza en la calle de los Leones y atravesando por la plazuela de Alfonso XII llega hasta la plazuela de la Reina Victoria. Nació D. Luis Daoíz en Sevilla, en 10 de febrero de 1767 y entró a servir como cadete en el Real Colegio de Artillería de Segovia en 13 de febrero de 1782. [...] Bien merece Daoíz que Segovia haya dado a una calle su glorioso nombre, pues si esta Ciudad honró siempre a sus nombres preclaros, y abrillanta su historia con tener entre sus muros al Colegio de Artillería, justo es que el capitán valiente, honra de Segovia y nacional, tenga su nombre grabado en alguna de sus calles, pero esto pudo hacerse en otro sitio, en otra calle segoviana, vieja ó nueva, sin quitar el nombre antiguo, histórico y tradicional de Canonjía que antes tenía esta calle que ahora hace honor al artillero famoso. El espacio comprendido por las dos Canonjías, la Nueva y la Vieja, estaba antes habitado por los canónigos, capellanes y demás dependientes de la catedral, recinto cerrado por cuatro puertas, que formaban lo que se llamaba La Claustra, y que tenía el privilegio del derecho de asilo a los delincuentes perseguidos por los nobles y por la Ciudad. Las casas de esta calle son casi todas señoriales, amplias, de pétreas portadas, patios y galerías con pequeños jardines, sitios apartados del bullicio y propias para el silencio y recogimiento de la vida canonical y tranquila. En esta calle está la casa que habitó Santa Teresa al venir a Segovia, y se halla el convento de Carmelitas fundado por esta Santa. Viene después el extinguido Hospital de Peregrinos y casa señorial que fué de Puñonrostro. Pasada la Plazuela de Alfonso XII, en el número 13 de la calle, está la casa conventual de Siervas de María, piadosa institución para asistencia de enfermos y cuidado de niñas pobres, que trajo a esta Ciudad el sacerdote don Valentín Mascaró, y al final de la calle se destaca una fuerte casa de piedra de pesados muros, que fué reclusión de clérigos y penados por el fuero eclesiástico y conocida con el nombre de Cárcel de Corona.
(Sáez y Romero, 1918, pp. 56-57)